# Edith Tolkien
Edith Mary Tolkien (Wolverhampton, 21 de gener de 1889 – Bournemouth, 29 de novembre de 1971; nascuda Bratt), va ser la muller i musa del novel·lista J. R. R. Tolkien, així com la inspiració per personatges ficticis com Lúthien Tinúviel o Arwen Undómiel.

## Biografia

### Infantesa i joventut
Edith Bratt va néixer a Wolverhampton, Staffordshire, el 21 de gener de 1889. La seva mare, Frances Bratt, tenia 30 anys i no estava casada, i era la filla del sabater local.
Segons Humphrey Carpenter, Frances Bratt mai es va casar, motiu pel qual no apareix el nom del pare d'Edith al certificat de naixement. Tot i així, s'ha publicat que Frances sempre va conservar una fotografia del pare de la seva filla, i que el seu nom era conegut entre la família Bratt. Edith, no obstant, sempre va ser conscient d'haver estat concebuda de manera il·legítima, motiu pel qual mai va donar als seus fills el nom del seu avi.
La recerca que s'ha realitzat posteriorment ha identificat el pare d'Edith amb el venedor de paper de Birmingham Alfred Frederick Warrilow, el qual havia empleat prèviament a Frances Bratt com a institutriu de la seva filla, Nellie Warrilow. Quan Warrilow va morir, el 1891, va nomenar Frances com a única apoderada en el seu testament.
Edith va créixer a Handsworth, un suburbi de Birmingham, essent criada per la seva mare i una cosina, Jenny Grove (família de Sir George Grove). Segons Humphrey Carpenter, les circumstàncies del naixement d'Edith eren matèria habitual en les converses del veïnat.
Frances Bratt va morir quan la seva filla tenia 14 anys, motiu pel qual Edith va ser enviada a l'internat Dresden House d'Evesham. Aquesta escola estava dirigida per les germanes Watts, les quals havien estudiat música a Dresden. Tot i que l'escola tenia un "règim molt estricte", Edith sempre la recordava amb afecte. Va ser allí on Edith va "desenvolupar el seu gran amor i talent per tocar el piano."
Després de l'escola, s'esperava que Edith es convertís en pianista professional, o com a mínim professora de piano. Mentre considerava les seves opcions, el tutor d'Edith, Stephen Gateley, li va trobar habitació a la pensió de la senyora Faulkner, al 37 de Duchess Road, Birmingham.